# Casablancas, l'homme qui aimait les femmes
Casablancas, l'homme qui aimait les femmes est un long métrage documentaire français réalisé par Hubert Woroniecki en 2016 et sorti en salles en France en juin 2016. Hubert Woroniecki est un ancien employé de l'agence Elite à New York dans les années 1990. Ce documentaire est à la « première personne », le texte étant l'enregistrement de la voix de John Casablancas, mort en 2013.

## Synopsis
Le film raconte l’histoire de John Casablancas, fondateur de l’agence Elite dans les années 1970. L’inventeur du concept de « supermodels » a fait des mannequins de l’époque des stars internationales qui font désormais partie de la culture populaire. Parmi elles, Cindy Crawford, Linda Evangelista ou encore Naomi Campbell. John Casablancas livre son histoire dans ce film documentaire, sa voix ayant été enregistré en 2013, avant sa mort,.

## Fiche technique
- Titre : Casablancas, l’homme qui aimait les femmes
- Réalisation : Hubert Woroniecki
- Montage : Hubert Woroniecki, Jacqueline Mariani
- Musique : David Sztanke
- Ingénieurs du son : Armelle Mahé, Patrice Grisolet
- Producteurs : Diane Jassem, Christine Ponelle, Grégory Bernard, Julien Laur, Aline Casablancas
- Production: Realitism Films, Maneki Lab
- Distributeur France : UFO Distribution
- Durée : 89 minutes
- Pays de production :  France
- Date de sortie en France : 29 juin 2016[4]

## Genèse
Le projet est initié par Hubert Woroniecki en 2009. Le documentaire est financé partiellement par l'intermédiaire de Kickstarter. 

## Réception critique
Télérama cite un « néant abyssal » pour ce documentaire considéré comme une « hagiographie ». Le Monde souligne également l’aspect hagiographique ainsi que la pauvreté du texte non convaincant, enregistré par John Casablancas. France info parle d'un documentaire plaisant,« divertissant mais trop policé », caricatural, mais souligne le « travail de recherche impressionnant » du réalisateur pour ce documentaire uniquement fait d'images d'époque. L'omission de certaines parties connues de la carrière de Casablancas donne « un sentiment d'inachevé ». Même remarque de la part de LCI qui souligne que ainsi « le long-métrage, franchement hagiographique, expédie-t-il trop vite les scandales ». Hollywood Reporter reste critique surtout envers le personnage de John Casablancas décrit dans le documentaire plus qu'envers le film en lui-même. L'Express écrit que « ce portrait hagiographique passe à côté de son sujet ». 
À l'opposé, Vanity Fair parle d'un « bijou drôle et étincelant » et Madame Figaro décrit « un documentaire pop et instructif ». France Soir dit du documentaire qu'il « rend hommage au charme et à l'esprit d'entreprise de cet homme, sans chercher à découvrir la face cachée du personnage ou l'envers du décor ».